# Бутирометр
Бутирометр (от греч. βούτυρον — масло и греч. μετρν  —  мера; также лакто-бутирометр, лактоскоп; ранее также жиромер) — так называются приборы для определения содержания массовой доли жира в молоке. При нынешнем, получающем все большее и большее распространение рационально-промышленном способе молочного хозяйства, эта операция  становится одной из самых необходимых. Так как точный химический (весовой) анализ сопряжен с крайне длинной и сложной манипуляцией, то для более скорого определения содержания жира, что очень важно также для рыночного контроля, придумана целая масса приборов, различных как по своему устройству, так и точности результатов и удобству применения. В настоящее время созданы разновидности бутирометров для сыра, масла и сливок. К самым ранним лактометрам, использовавшимся ещё в начале XX века, относятся следующие два прибора.

## Бутирометр Сокслета
Ареометрический прибор Сокслета (Sohxlet) устроен следующим образом: если смешать отвешенное количество молока, едкого калия и эфира, взболтать все это и дать отстояться, то, как известно, жир растворяется в эфире и через некоторое время собирается в виде прозрачного раствора на поверхности смеси. Если, при этом, всякий раз брать одинаковое количество молока и эфира, то, чем больше жировых веществ содержит молоко, тем более концентрирован будет этот раствор. Концентрацию раствора, а следовательно, и относительное содержание жира в испытуемом молоке, определяют затем с помощью особого ареометра. На этом основании существенную часть прибора Сокслета составляет стеклянная трубка B (см. рис.), назначенная для принятия эфирного жирового раствора, вгоняемого с помощью насоса из бутылки E, и ареометра C, которых два, один для цельного, другой для снятого молока. Для поддержания во время опыта постоянной температуры, трубка B окружена холодильником A. Ход опыта таков: когда в бутылке отстоится жировой слой, его вгоняют, нажимая насос, в трубку B, опускают ареометр C и отсчитывают деление, до которого он погружен. По полученному таким образом удельному весу раствора процентное содержание жира определяют уже прямо из составленной Сокслетом ad hoc таблице. Разница таких показаний сравнительно с результатами, полученными при точном весовом анализе, не превышает 0,02 %.

## Бутирометр Маршана
Бутирометр Маршана (Marchand) менее точен, но зато еще более прост  и дешев.  Он состоит из запаянной с одного конца стеклянной трубки, на которой нанесены, с промежутками в 10 куб. см, три черты, причем от самой верхней идет вниз шкала с делениями, отвечающими 0,1 куб. см. Для производства опыта наполняют трубку испытуемым молоком до первой черты, потом приливают до второй черты эфира и, закрыв отверстие пробкой, взбалтывают сильно в продолжение минуты. Прилив затем до третьей черты спирта 90° и закрыв трубку, взбалтывают опять содержимое некоторое время и опускают затем в воду, нагретую до 40° Ц. Спустя десять минут трубку вынимают, охлаждают под краном, стараясь по возможности не взбалтывать образовавшегося слоя жира, и отсчитывают по шкале высоту его. По приложенной таблице находим процентное содержание жира. Ошибка здесь возможна до 0,2 %.

## Другие
Кроме этих приборов имеется еще несколько других, из которых одни основаны на оптических свойствах молока, его непрозрачности и т. д. — так называемые лактоскопы; другие же — на свойстве жира всплывать вверх при долгом стоянии — так называемые кремометры. В настоящее время созданы разновидности бутирометров с соответствующими вариациями шкалы для молока (6%), сухого обезжиренного молока (0,5%), сыра, масла, сливок и крема (40%).